# Valeska
Valeska (von lat: Valeria – die Gesunde, Kräftige, Starke, Glorreiche, von valere – „kräftig sein, gesund sein“, weibliche Form von Valerius, Ladislaus) ist ein weiblicher Vorname.

## Variationen
Nebenformen sind Waleska und Valesca.

## Namenstag
- 4. Mai
- 20. Mai

## Bekannte Namensträgerinnen

### Valeska
- Valeska Gräfin Bethusy-Huc (1849–1926), deutsche Schriftstellerin
- Valeska Bolgiani (1830–1876), deutsche Schriftstellerin
- Valeska Bopp-Filimonov (* 1977), deutsche Rumänistin und Juniorprofessorin für Romanistik
- Valeska Böttcher (* 1967), deutsche Juristin
- Valeska Fuhrmann (* 1940), deutsche Kunstmalerin, siehe Valeska (Malerin)
- Valeska von Gallwitz (1833–1888), deutsche Schriftstellerin
- Valeska Gert (1892–1978), deutsche Tänzerin, Schauspielerin und Kabarettistin
- Valeska Grisebach (* 1968), deutsche Filmregisseurin
- Valeska Hanel (* 1971), deutsche Schauspielerin
- Valeska Höhnel (1871–1947), deutschsprachige Schriftstellerin
- Valeska Homburg (* 1976), deutsche Moderatorin
- Valeska Jakobasch (1912–?), deutsche Politikerin (SED)
- Sina-Valeska Jung (* 1979), deutsche Schauspielerin
- Valeska Klett, bekannt unter dem Künstlernamen Valezka (* 1981), deutsche R&B-Sängerin
- Valeska Knoblauch (* 1990), deutsche Para-Badmintonspielerin
- Valeska Lovera (* 1998), chilenische Handballspielerin
- Valeska Menezes, genannt Valeskinha (* 1976), brasilianische Volleyballspielerin
- Valeska Peschke (* 1966), deutsche Konzeptkünstlerin
- Valeska Réon (* 1962), Pseudonym der deutschen Schriftstellerin Michaela Marwich
- Valeska von Roques (* 1939), deutsche Autorin und Journalistin
- Valeska von Rosen (* 1968), deutsche Kunsthistorikerin
- Valeska Röver (1849–1931), deutsche Malerin und Kunstschulleiterin
- Valeska Scholz (* 1980), deutsche Illustratorin und Grafikdesignerin
- Valeska Steiner, Zürcher Sängerin, Teil des Musikduos BOY
- Valeska Stock (1887–1966), deutsche Schauspielerin
- Valeska Suratt (1882–1962), US-amerikanische Schauspielerin

### Waleska
- Waleska Leifeld, deutsche Architektin, Szenenbildnerin und Hochschullehrerin

### Walewska
- Walewska Oliveira (1979–2023), brasilianische Volleyballspielerin

## Familienname
- Lette Valeska (1885–1985), deutsch-amerikanische Fotografin, Malerin und Bildhauerin
- Peggy Waleska (* 1980), deutsche Ruderin

## Sonstiges
- (610) Valeska – Kleinplanet, entdeckt 1906
- Valeska (Kirsche) – Herzkirsche aus dem Alten Land
- Waleska (Georgia) – City im Cherokee County, Georgia, USA